# Tornio (stacja kolejowa)
Tornio (fiń. Tornion rautatieasema) – stacja kolejowa w Tornio, w regionie Laponia, w Finlandii. Położona jest 884,7 km na północ od Dworca Centralnego w Helsinkach. Została otwarta w 1903. Obsługiwana jest przez VR.